# Cardiodactylus admirabilis
Cardiodactylus admirabilis – gatunek prostoskrzydłego z rodziny świerszczowatych i podrodziny Eneopterinae.
Gatunek ten został opisany w 2014 roku przez Ming Kai Tana i Tony'ego Robillarda. W obrębie rodzaju należy do grupy gatunków novaeguineae.
Samce osiągają od 3,2 do 3,9 mm długości i od 4,6 do 4,9 mm szerokości przedplecza oraz od 14,9 do 16,3 mm długości przednich skrzydeł. Ubarwienie ciała jasnobrązowe z ciemnobrązowym wzorem, silniej kontrastujące niż u C. singapura. Przednie skrzydła głównie z ciemnobrązowymi komórkami i pomarańczowobrązowymi żyłkami, miejscami białawe z żółtawymi żyłkami. Narządy płciowe samca o silnie zesklerotyzowanym, mniej lub więcej trójkątnym, nieco pośrodku przewężonym i łyżeczkowato zakończonym pseudoepifallusie, szerokich rami o płytce przedwierzchołkowej silniej zesklerotyzowanej przy krawędziach, blaszkowatych apodemach ektofallicznych i raczej szerokim sklerycie endofallicznym. Pieśń nawołująca samca składa się z krótkich, trójsylabowych cyknięć.
Gatunek leśny, aktywny nocą. Spotykany na liściach ukęśli w lesie wtórnym, w pobliżu namorzyn.
Prostoskrzydły znany wyłącznie z Admiralty Park w Singapurze.